# Speed (Kenの曲)
「Speed」（スピード）は、日本のロックバンド・L'Arc〜en〜Cielのギタリスト、Kenの1作目のシングル。2006年8月23日発売。発売元はDanger Crue Records。

## 解説
ロックバンド・L'Arc〜en〜Cielのギタリスト、Kenがソロ名義で発表したデビューシングル。
L'Arc〜en〜CielやSONS OF ALL PUSSYS（通称：S.O.A.P.）といったバンドで活動を行ってきたKenにとって、これが初の単独名義でリリースとなった。ちなみに当初、KenはSONS OF ALL PUSSYSを2006年から再始動することを検討していたが、結果的にソロ名義でリリースすることにしている。
SONS OF ALL PUSSYSの活動を再始動しなかった理由について、Kenは「（2005年の）年末のS.O.A.P.のリハのとき、なんかもっと歌詞を伝えるようになりたいなぁ、なんてことを思いつつ。で、それはとにかく"Yeah!"って言ってるっていうものとはちょっと違うじゃないですか、歌詞を伝えることと。そんな気分になってるんだよねって話は、メンバーに伝えて。その後、しばらくそのままの状態だったのかな。で、年が明けてからも、S.O.A.P.っぽい曲がなかなかできないねぇ…みたいな感じで。そうこうしてる間も、メンバーそれぞれがチョコチョコ忙しくしてたっていうのもあって、なんとなくS.O.A.P.は離陸せずに今に至る、という感じかな」と本作発売当時に述べている。また、Kenはソロ名義での活動に考えが向かっていった経緯について、「2月ごろになってから"なんか、ライヴやりたいなぁ"と思うようになってね。けど、それはバンドじゃなくて、ピアノとギターだけとか」「L'Arc〜en〜Cielのライヴで秦野（猛行）さんがずっとキーボードを弾いてくれてるでしょ。で、ライヴツアー「AWAKE TOUR 2005」のときの秦野さんのインプロビゼーションとかも、本当に素晴らしいなと思いながらライヴをやってたから、一緒になんかできたらいいなと思った」と語っている。
表題曲「Speed」は、アダルトな雰囲気の中に哀愁や切なさが内包されたギターロックナンバーに仕上げられている。ちなみにこの曲は、L'Arc〜en〜Cielが2005年に開催したライヴツアー「ASIALIVE 2005」の後のオフ期間に、デモが制作されていた楽曲となっている。Kenはこの曲の制作経緯について「ツアーが終わって、確か、"毎月1曲作曲するぞ月間"を作ったんだけど、2ヵ月で挫折したシリーズの1曲」と述懐している。この経緯から分かるように、この曲はソロ名義で発表するつもりで作られたわけではない。Kenは、この曲をソロシングルとして発表することにした経緯について「（ツアーの後に）休憩してる中で、ゆっくり音楽をやりたいなと。で、そのときにあった曲が「Speed」で、その時の自分のモードと合ってたんだよね」「L'Arc〜en〜CielとかSONS OF ALL PUSSYSとかソロとか考えずに作曲してるとこからいつの間にか…なんですよね。で、そうやって作曲したものを聞いてるうち、この曲はこういうドラマーの方にたたいてほしいな、とかっていうことを考えたりしていて。だから、曲が先にあって、それを作品として出そうっていうことの延長線上にソロがあった、っていう感じなんですよね」と述べている。余談だが、Kenの言う"毎月1曲作曲するぞ月間"にデモが制作されたもう1曲は、L'Arc〜en〜Cielとして2007年に発表したアルバム『KISS』に収録された「ALONE EN LA VIDA」だという。
また、表題曲のレコーディングには秦野猛行の他に、ベーシストのTAKASHI（ex.DIE IN CRIES、BUG）と、ドラマーの村石雅行（FAZJAZ.jp、ex.KENSO）が参加している。KenはTAKASHIを招聘した理由について「何年か前のライヴイベント「天嘉」で、Sakuraと俺と、KyoさんとTAKASHIさんで一緒にREACTIONのカバー（「LONESOME KNIGHT」）をやったんだけど、そのとき、やっぱりいいなぁと思ったから」と述べている。また、Kenは村石雅行を招聘した理由について「椎名林檎さんの曲でも叩いてて、そのプレイも好きだし、KENSOで叩いているところを見て、"なんじゃこりゃ！"っていうぐらい迫力があったんだよね。ただ、もちろんそのときはソロなんて考えてもいなかったから、一緒にやりたいもへったくれもなかったんだけど。で、今回、「Speed」を録りたいなと思ったときに、村石さんのことが頭に浮かんでね。けど、面識もないし、断られるかな…って思ったけど、頼んでみたら快く引き受けてもらえてね」と述べている。
カップリングには、ゲイリー・ムーアの楽曲「エンプティ・ルーム」と、1965年に公開されたアメリカ映画『いそしぎ』のテーマソング「シャドウ・オブ・ユア・スマイル」のカバーが収録されている。
なお、Ken曰く「ゲイリー・ムーアのカバーをライヴでやりたい」という想いが、ソロワークスを始める一つの動機だったという。Kenは本作発売当時に受けた音楽雑誌『GiGS』のインタビューの中で、「エンプティ・ルーム」をカバーした理由について「ゲイリー・ムーアのカバーをライヴでやってみたら楽しいんじゃないかな、なんて考えた」「実はそれ（ゲイリームーアの楽曲をカバーすること）は前から思ってたんだよ。S.O.A.P.でも"ゲイリー・ムーアの「エンプティ・ルーム」を演りたい"って、何回か言ってたけど、たぶん冗談だと思われたんだろうと思う（笑）」「そもそも「エンプティ・ルーム」をライヴでやりたいから、レコーディングしたい。けどカバーだけだとおかしいかなと思って、タイトル曲を自分の曲にっていう順番だから」と述べている。
また、Kenは「シャドウ・オブ・ユア・スマイル」をカバーした経緯について「何年か前にピアノの譜面を買ったら、たまたまこの曲が入ってたんだよね。弾いてみてカッコいいなと思ったから、ずっと練習してたんだよ」と語っている。余談だが、当初Kenはベートーヴェンの「月光」をギターの多重録音でカバーしようと考えていたという。
本作は、CD＋DVD盤とCD盤の2形態で発売されている。CD＋DVD盤に付属するDVDには、表題曲「Speed」のミュージック・ビデオおよびメイキング映像が収録されている。また、両形態ともデジパック仕様になっている。

## 収録曲
| #  | タイトル                     | 作詞                    | 作曲                    | 編曲 | 時間 |
| -- | ---------------------------- | ----------------------- | ----------------------- | ---- | ---- |
| 1. | 「Speed」                    | Ken                     | Ken                     | Ken  | 5:04 |
| 2. | 「Empty Rooms」              | Neil Carter, Gary Moore | Neil Carter, Gary Moore | Ken  | 5:05 |
| 3. | 「The Shadow of Your Smile」 |                         | Johnny Mandel           | Ken  | 4:08 |
| 4. | 「Speed (karaoke)」          |                         | Ken                     | Ken  | 4:59 |

## 初回生産限定盤付属DVD
1. Speed PV (with E.Piano ver.)

ディレクター：湯本美谷子
1. Speed PV (karaoke)
2. Off Shot (15min.)

## 参加ミュージシャン
- Speed
  - Ken：Guitar, Vocal
  - TAKASHI：Bass
  - 村石雅行：Drums
  - 秦野猛行：A.Piano
- Empty Rooms
  - 秦野猛行：Programming & Keyboards & Performed
- The Shadow of Your Smile
  - Ken：Guitar
- [Produce & Mastering]
  - Ken：Produced & Arranged
  - 比留間整：Recorded & Mixed
  - 小島康太郎：Mastered

## 収録アルバム
- 『IN PHYSICAL』 (#1)